# Bteghrine
Bteghrine (arabe : بتغرين) est une municipalité du caza du Metn au Mont-Liban.

## Étymologie
L’origine exacte du nom de Bteghrine est sujette à multiples controverses mais les hypothèses les plus souvent avancées sont : Place des Guerriers, Place des Rochers et Maison du triste – faisant référence à une importante bataille qui a eu lieu dans la région autour de l’an 1290 qui s'est conclue avec des milliers de morts. Cette date est assez proche de la date des dernières croisades à la fin du règne Chrétien au moyen-orient et à l’apogée des Mamelouks – une période qui a connu de nombreuses batailles inter-confessionnelles.

## Géographie
Bteghrine est situé aux coordonnées 33° 55′ 48″ N, 35° 44′ 42″ E. Elle est limitée à l’est par le Mont Sannine, au nord par le Wadi el-Jamajem et à l’ouest par Jouar et enfin au sud par Khenchara. La municipalité est composée de sept quartiers et de quatre secteurs environnants.

### Quartiers
- Haret al-Aïn
- Haret al-Dara
- Haret al-Chahara
- Haret al-Chawyee
- Haret al-Saha
- Haret al-Wata
- Haret Ali
- haret al asfourieh

### Régions environnantes

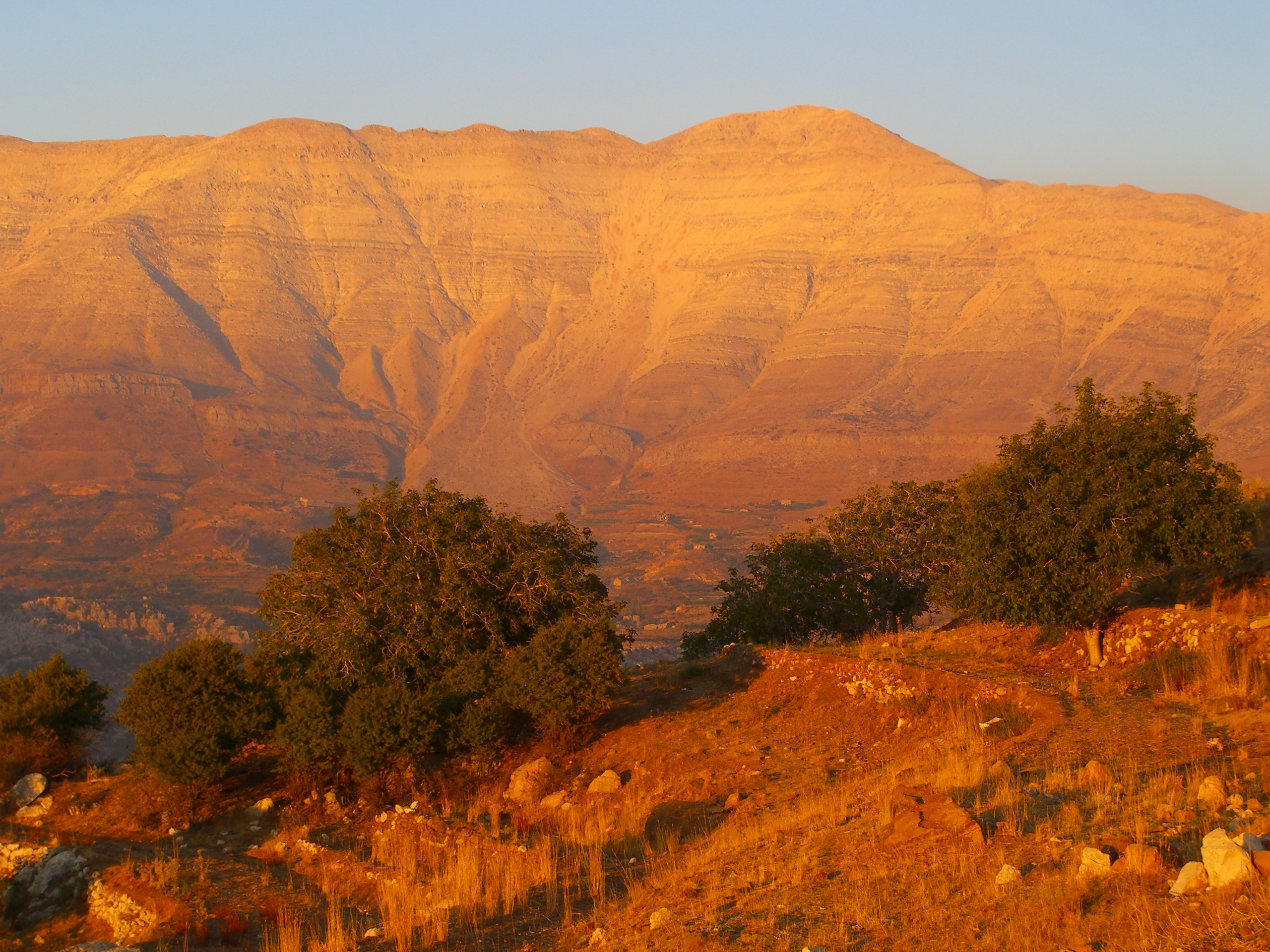
Vue du Mont-Sannine de Zaarour (2005)

- Bsefrine
- Meisree
- Sabourta
- Za’arour

### Richesses hydrauliques
Il y a de multiples sources utilisées tant pour l’eau potable que pour l’irrigation agricole de Bteghrine. Les quatre principales sources sont : Aassal, Manboukh, Mir, et Sparta.

## Économie

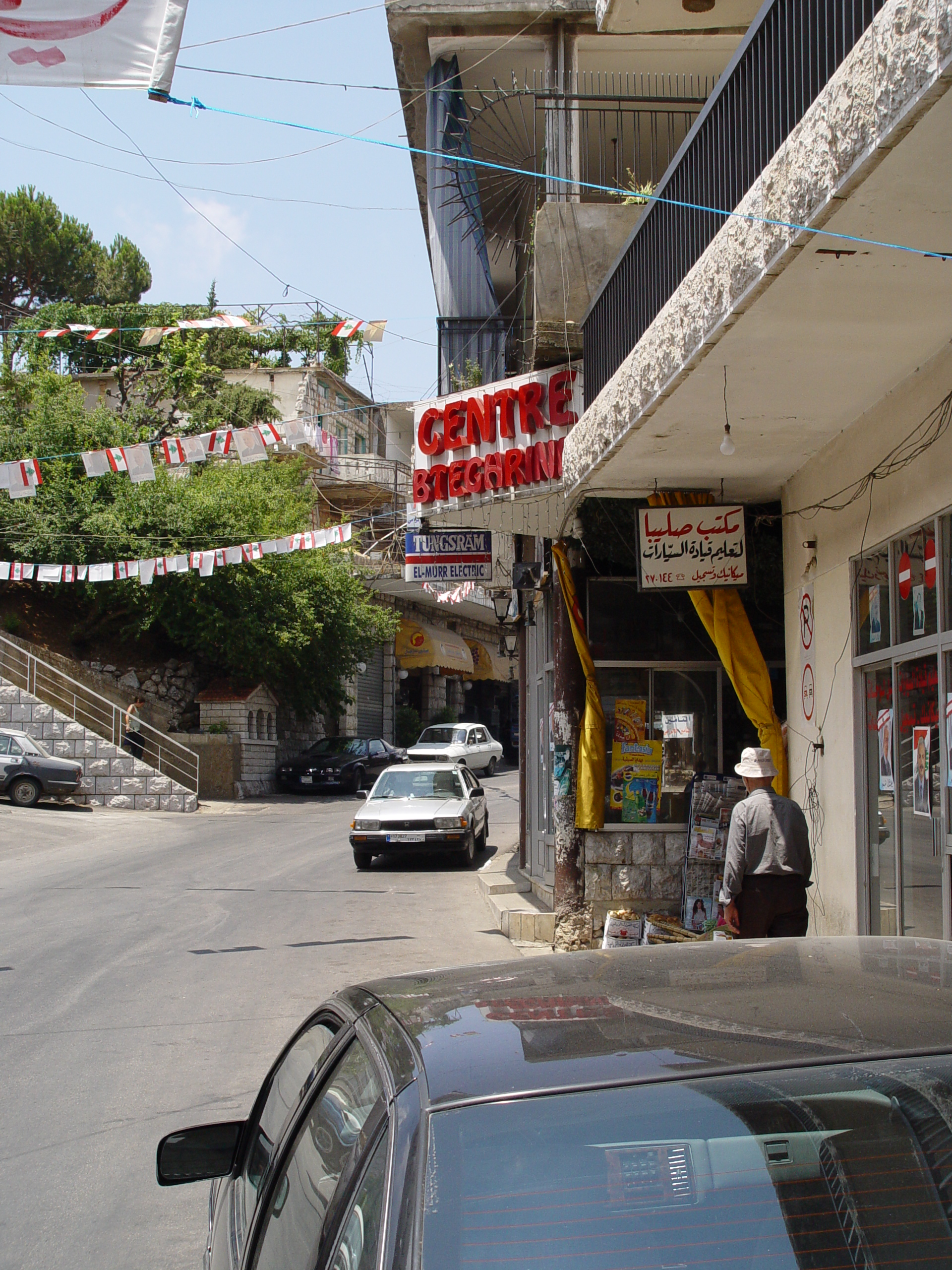
Centre-ville de Bteghrine (2003)

## Éducation
Il y a une seule école publique dans le village appelée École publique de Bteghrine, et une école privée catholique.

## Religion
Les habitants de Bteghrine sont pratiquement tous chrétiens, majoritairement grecs orthodoxes et Melchite ou grecs catholiques [réf. souhaitée]. 

### Églises
- Saint-Georges – Grecque orthodoxe.
- Saint-Michel – Grecque orthodoxe.
- Saint-Elie – Grecque orthodoxe.
- Notre-Dame – Grecque catholique.

## Bteghrinittes connus
- Gabriel Murr - homme d’affaires et homme politique libanais, dirige la chaîne de télévision libanaise MTV.
- Elias Murr – vice-premier ministre du Liban et Ministre de la défense
- Gabrielle Bou Rached – Miss Liban 2005
- Georges Haoui – ancien secrétaire général du Parti communiste libanais, assassiné le 21 juin 2005 par une voiture piégée.
- Michel Murr – ancien vice-premier ministre du Liban
- Antonious Saliba – ancien prêtre orthodoxe du XIXe siècle actuellement en voie de canonisation.
- Gabriel Murr – ancien ministre de l’Intérieur (26 juillet 1948 – 10 octobre 1949)